# Galeatus spinifrons
Galeatus spinifrons är en insektsart som först beskrevs av Carl Fredrik Fallén 1807.  Galeatus spinifrons ingår i släktet Galeatus och familjen nätskinnbaggar. Enligt den finländska rödlistan är arten starkt hotad i Finland. Enligt den svenska rödlistan är arten nära hotad i Sverige. Arten förekommer i Götaland, Svealand, Nedre Norrland och Övre Norrland. Arten har tidigare förekommit på Gotland men är numera lokalt utdöd. Artens livsmiljö är torra gräsmarker. Inga underarter finns listade i Catalogue of Life.